# École nationale des ponts et chaussées
École nationale des ponts et chaussées (s prvotnim imenom École des Ponts ParisTech ali ENPC, tudi z vzdevkom Ponts) je univerzitetna visokošolska in raziskovalna ustanova na področju naravoslovja, tehnike in tehnologije. Ustanovil jo je Daniel-Charles Trudaine leta 1747 in je ena najstarejših in najprestižnejših francoskih visokih šol.
V preteklosti je bilo njeno glavno poslanstvo usposabljanje inženirskih uradnikov in gradbenih inženirjev, zdaj pa šola ponuja širok spekter izobraževanja, vključno z računalništvom, uporabno matematiko, gradbeništvom, mehaniko, financami, ekonomijo, inovacijami, urbanističnimi študijami ter okoljskim in prometnim inženiringom.

## Znani diplomanti
- Antoine Henri Becquerel, francoski fizik
- Augustin Louis Cauchy, francoski inženir in matematik
- Maurice Lévy, francoski inženir, matematik in fizik
- Louis Poinsot, francoski matematik in fizik
- Gaspard de Prony, francoski matematik in inženir
- Anton Umek, slovenski gradbeni inženir